# (12357) Toyako
(12357) Toyako ist ein Asteroid des äußeren Hauptgürtels, der am 16. September 1993 von den japanischen Amateurastronomen Kin Endate und Kazurō Watanabe am Kitami-Observatorium (IAU-Code 400) auf Hokkaidō entdeckt wurde.
Der Asteroid gehört zur Eos-Familie, einer Gruppe von Asteroiden, welche typischerweise große Halbachsen von 2,95 bis 3,1 AE aufweisen, nach innen begrenzt von der Kirkwoodlücke der 7:3-Resonanz mit Jupiter, sowie Bahnneigungen zwischen 8° und 12°. Die Gruppe ist nach dem Asteroiden (221) Eos benannt. Es wird vermutet, dass die Familie vor mehr als einer Milliarde Jahren durch eine Kollision entstanden ist. In einer früheren Definition der AstDyS-2-Datenbank gab es die Definition einer eigenen Asteroidenfamilie, deren größtes Mitglied der Asteroid (507) Laodica war und zu der (12357) Toyako gezählt wurde. In der aktuellen Unterteilung der Hauptgürtelasteroiden in Familien der AstDyS-2-Datenbank taucht diese Definition nicht mehr auf und (12357) Toyako wird der Eos-Familie zugerechnet.
Die zeitlosen (nichtoskulierenden) Bahnelemente von (12357) Toyako sind fast identisch mit denjenigen von mehreren Dutzend anderen Asteroiden wie zum Beispiel (61338) 2000 PK.
Die Rotationsperiode von (12357) Tokayo wurde 2009 von Brian D. Warner und 2016 von Adam Waszczak, Chan-Kao Chang, Eran Ofek et al. untersucht. Die Lichtkurven reichten jedoch nicht zu einer Bestimmung aus.
Der mittlere Durchmesser des Asteroiden wurde mit 14,534 (±2,923) km errechnet, die Albedo liegt bei 0,107 (±0,060) und ist vergleichbar mit derjenigen des Planeten Merkur.
(12357) Toyako wurde am 20. Mai 2008 nach dem Tōya-See (jap. 洞爺湖, Tōya-ko) benannt, einem vulkanischen Caldera-See im Shikotsu-Tōya-Nationalpark in der Unterpräfektur Iburi im Südwesten Hokkaidōs.